# Giovanni Battista Bussi de Pretis
Giovanni Battista Bussi de Pretis (Urbino, 11 de setembro de 1721 - Jesi, 27 de junho de 1800) foi um cardeal italiano.

## Nascimento
Nasceu em Urbino em 11 de setembro de 1721. Filho de Francesco Maria de Pretis, um nobre, e Lucrezia di Porto, de Ravenna. Batizado no mesmo dia. Seu primeiro nome também está listado como Giambattista; e seu sobrenome listado apenas como Pretis; como Bussi già de Pretis; e como Bussi olim de Pretis.

## Educação
Estudou na Universidade de Urbino, onde se doutorou in utroque iure , direito canônico e civil.

## Vida pregressa
Referendário dos Tribunais da Assinatura Apostólica da Justiça e da Graça, 27 de abril de 1747. Governador da cidade de Narni, 1748 até 1751. Prelado da Fábrica da Basílica de São Pedro, 1749. Tomou o nome da prelatura Bussi como seu último nome. Governador da cidade de San Severino, 30 de junho de 1751 até março de 1752. Governador da cidade de Benevento, 15 de março de 1752 até dezembro de 1758. Governador da cidade de Spoleto, 1º de dezembro de 1758 até junho de 1762. Governador da cidade de Ascoli, 25 de maio de 1762 até novembro de 1764. Governador da cidade de Ancona, 27 de novembro de 1764 até outubro de 1765. Governador da cidade de Civitavecchia, 5 de outubro de 1765 até novembro de 1766. Governador de Frosinone (Campagna e Marittima), 15 de novembro de 1766. Presidente da Câmara Apostólica em 1771. Cônego da patriarcal basílica vaticana, 25 de março de 1772 até 1794.

## Ordens sagradas
Recebeu o subdiaconato em 23 de dezembro de 1775. Clérigo da Câmara Apostólica, 1776. Presidente delle Strade , junho de 1778. Decano dos clérigos da Câmara Apostólica em 1778. Comissário delle Armi , junho de 1785, por ocasião da morte de Monsenhor Pietro Paolo Millo. 

## Cardinalado
Criado cardeal sacerdote no consistório de 21 de fevereiro de 1794; recebeu o chapéu vermelho em 27 de fevereiro de 1794; e o título de S. Lorenzo em Panisperna, 12 de setembro de 1794. Atribuído à SS. CC. do Conselho Tridentino, Imunidade Eclesiástica, Bom Governo e Sagrada Consulta.

## Episcopado
Eleito bispo de Jesi em 21 de fevereiro de 1794. Ordenado sacerdote em 13 de abril de 1794. Consagrado em 27 de abril de 1794 na catedral de Frascati, pelo cardeal Henry Benedict Mary Stuart, duque de York, bispo de Frascati, assistido por Ottavio Boni, titular arcebispo de Nazianzo, e por Michele di Pietro, bispo titular de Isauropoli. Participou do conclave de 1799-1800 , celebrado em Veneza, que elegeu o Papa Pio VII.

## Morte
Morreu em Jesi em 27 de junho de 1800. Exposto e enterrado na catedral de Jesi.